# Józef Czyżewski (generał)
Józef Czyżewski (ur. 15 marca 1774 w Magnuszewicach – zm. 14 września 1849 roku w Tarnogórze) – generał brygady Wojsk Polskich.
W czasie wojny polsko-rosyjskiej 1792 wstąpił do 7. Regimentu Pieszego szefostwa Potockiego. Jako porucznik tej formacji wziął udział w insurekcji kościuszkowskiej. Jako kapitan 2. Pułku Piechoty Księstwa Warszawskiego wyróżnił się w czasie wojny polsko-austriackiej w 1809 w czasie szturmu Zamościa, za co 1 stycznia 1810 otrzymał Krzyż Kawalerski Orderu Virtuti Militari. W 1811 awansowany do stopnia majora, przeniesiony do 6. Pułku Piechoty, później do 5. Pułku Piechoty. W czasie kampanii w Rosji w 1812 walczył pod Rygą. Po powrocie uczestniczył w obronie twierdzy Wisłoujście. 12 czerwca 1813 odznaczony Legią Honorową.
Po 1815 jako pułkownik objął dowództwo 2. Pułku Strzelców Pieszych Królestwa Kongresowego. 3 września 1826 awansowany do stopnia generała brygady, objął dowództwo 3. Brygady w 2. Dywizji Piechoty Królestwa Polskiego. 
W 1830 roku został nagrodzony Znakiem Honorowym za 20 lat służby. 
W czasie powstania listopadowego przeszedł szlak bojowy swojej formacji. 18 lutego 1831 roku w potyczce pod Miłosną został ranny. W czerwcu 1831 mianowany przewodniczącym Komisji Rozpoznawczej nominacji oficerskich. Po kapitulacji Warszawy (gdzie był komendantem wszystkich odcinków obrony miasta), ewakuował swoją artylerię do Twierdzy Modlin. Został komendantem garnizonu tej twierdzy aż do czasu jej kapitulacji. Wywieziony przez Rosjan w głąb Rosji, wrócił w 1833. 
Niektóre odznaczenia: Virtuti Militari, Legia Honorowa, Order Świętego Stanisława I klasy w 1829 roku.